# 链路控制协议
LCP是Link Control Protocol，（链路控制协议）的简称，它是PPP协议的一个子集，在PPP通信中，发送端和接收端通过发送LCP包来确定那些在数据传输中的必要信息。LCP检查链接设备的标识，决定是接受还是拒绝；确定传输中可接收的包字节数；核对双方配置是否匹配，如果不匹配则断开链接。只有在LCP包链接是可用的情况下，数据才能实现网络通信。